# Thinner
För andra betydelser, se Thinner (olika betydelser).
Thinner är ett lösningsmedel som används för att tunna ut oljebaserade målarfärger, eller som rengöringsmedel. 

## Beskrivning
Thinner är en lättflytande vätska utgörande en blandning av estrar, alkoholer och aromatiska kolväten.
Ångor från thinner påverkar hjärnan och har en bedövande effekt. Det har därför, särskilt av ungdomar, använts som en drog (thinnersniffning). Inandning av ångorna kan medföra allvarliga störningar i hjärnaktiviteten och dödsfall har inträffat. Det är därför, sedan 1961, enligt lag förbjudet att sälja thinner till ungdom under 18 år.